# Tōdō Heisuke
Tōdō Heisuke (藤堂平助, ,1844 - 13 de dezembro de 1867) foi um  samurai do Clã Tōdō do final do Período Edo da História do Japão. Foi o Capitão do oitavo esquadrão do Shinsengumi .
Heisuke viveu no final do Período Edo, na Província de Musashi (hoje Tóquio). Muito pouco se sabe sobre sua origem. Embora ele afirmava ser um filho ilegítimo de Tōdō Takayuki , o  11 ª Daimyō do domínio de Tsu , isso é altamente discutível. No entanto, um argumento em favor desta teoria é o fato de que ele possuía uma espada feita por Kazusa no Suke Kaneshige, que era o armeiro do domínio, e que tal uma espada seria difícil para um mero rōnin obter, até mesmo por herança.
Heisuke  era um praticante do Hokushin Itto-ryū, e que treinava no dojo de Chiba Shūsaku Narimasa. 
Em 1862, começou a  treinar no Dojô Shieikan, de Kondō Isami.

## Shinsengumi
Em 1863, juntou-se ao Roshigumi com Kondō e outros membros do Dojô Shieikan. Após o Shinsengumi ser formado, Heisuke tornou-se um jokin fukuchō (assistente do vice-comandante) e, em seguida, tornou-se o capitão do oitavo esquadrão em 1865 . 
Fontes variam quanto ao seu papel no assassinato de Serizawa Kamo (um dos comandantes originais do Shinsengumi).
Heisuke foi ferido na testa durante o  Incidente da Hospedaria Ikeda (Ikeda-ya Jiken ou Ikeda-ya no Hen) em 8 de julho de 1864 .

## Morte
Heisuke, ingressou no Ito Goryōeji grupo separatista organizado por Itō Kashitarō, abandonando o Shinsengumi, mas foi morto durante o Caso da Rua Aburakoji em 13 de dezembro de 1867  .
Kondō Isami desejava poupar a vida de Heisuke. No entanto, um novato, Miura Tsunessaburo, que não sabia das circunstâncias acabou matando Heisuke.